# 思界乡
思界乡，是中华人民共和国广西壮族自治区贵港市平南县下辖的一个乡镇级行政单位。

## 行政区划
思界乡下辖以下地区：
思界村、新旺村、官塘冲村、相塘村、南荫村和官塘村。